# Calathea macrosepala
Calathea macrosepala är en strimbladsväxtart som beskrevs av Karl Moritz Schumann. Calathea macrosepala ingår i släktet Calathea och familjen strimbladsväxter. Inga underarter finns listade.